# Ferdinando Serassi
Ferdinando Serassi   (Bèrgam, 1855 - Bèrgam, 1894) fou l'últim fabricant d'orgues de la nissaga Serassi.
Al voltant de 1870, la gloriosa fàbrica d'orgues Serassi va començar a sentir signes de crisi. Giacomo Locatelli (1839-1875), juntament amb Castelli i altres treballadors, abandona la casa mare per obrir el seu propi laboratori. Per als Serassi, la paràbola descendent ja estava en marxa. A la darrera part del segle xix Ferdinando II Serassi va treballar en col·laboració amb Casimiro Allieri (1848-1900), sobretot a Sicília on va fer eines imponents com les de l'Església "Mare de Ragusa Ibla", de la catedral de San Giorgio a la Mòdica Alta, del "Santissimo Salvatore de Ragusa" (1893) a més de realitzar diversos òrgans per a les principals esglésies de "Chiaramonte Gulfi" sempre a la província de Ragusa, com a l'església de "San Filippo" d'Agira. En el passat n'hi havia dues altres, una a l'Església materna, després ampliada després de 1910 per l'empresa "Polizzi" de Mòdica i una segona a l'església commendal de "San Giovanni", destruïda el 1968 per l'abandonament de l'home, substituint-la per una altra de l'"Església Carmine" a Ragusa (de la qual avui només resta el campanar) adaptada per l'empresa "Polizzi" de Mòdica.
El 1894 va morir Ferdinando II Serassi, provocant el tancament definitiu de la gloriosa experiència de la fàbrica de Bèrgam. Un any després, Vittorio Serassi com a representant de la firma, mitjançant un acte notarial, va concedir la casa Locatelli per afegir el nom de "Successor a l'antiga firma Fratelli Serassi" al seu nom social.